# Frédéric Vaillant
Pour les articles homonymes, voir Vaillant.
Frédéric Vaillant, né le 12 janvier 1801 à Fribourg et mort dans la même ville le 1er juin 1880, est une personnalité politique et militaire du canton de Fribourg, en Suisse, membre du parti conservateur.
Il est membre du Conseil d'État de 1857 à 1878, à la tête de la Direction de la justice.

## Source
- Georges Andrey, John Clerc, Jean-Pierre Dorand, Nicolas Gex, Le Conseil d’État fribourgeois : 1848-2011 : son histoire, son organisation, ses membres, Fribourg, Éditions La Sarine, 2012, 143 p. (ISBN 978-2-88355-153-4, lire en ligne), p. 43-44